# Acerentulus insignis
Acerentulus insignis är en urinsektsart som beskrevs av Bruno Condé 1945. Acerentulus insignis ingår i släktet Acerentulus och familjen lönntrevfotingar. Inga underarter finns listade i Catalogue of Life.